# Terbium
Terbium ist ein chemisches Element mit dem Elementsymbol Tb und der Ordnungszahl 65. Im Periodensystem steht es in der Gruppe der Lanthanoide und zählt damit auch zu den Metallen der Seltenen Erden. Wie die anderen Lanthanoide ist Terbium ein silberglänzendes, weiches Schwermetall.
Terbium wurde 1843 zusammen mit Erbium von Carl Gustav Mosander bei der Untersuchung von Yttrium entdeckt. Wie Erbium, Yttrium und das später entdeckte Ytterbium wurde Terbium nach der Grube Ytterby bei Stockholm benannt, aus der das Erz stammte, das bei den Entdeckungen untersucht wurde.
Terbium wird vor allem als grün-emittierender Leuchtstoff in Leuchtstoffröhren sowie zur Verbesserung der Eigenschaften von Neodym-Eisen-Bor-Permanentmagneten eingesetzt. Diese werden unter anderem in Computern, Elektroautos oder Windkraftanlagen verwendet. Wie andere schwere Seltene Erden wird das Element fast ausschließlich in China produziert. Auf Grund der großen technischen Bedeutung und der Abhängigkeit von China hat die Europäische Union Terbium auf die Liste der kritischen Rohstoffe gesetzt.

## Geschichte
Die Entdeckung des Terbiums begann 1843, als Carl Gustav Mosander Yttrium mittels fraktionierter Kristallisation genauer untersuchte und dabei feststellte, dass es aus drei verschiedenfarbenen Substanzen bestand. Für einen farblosen Niederschlag beließ er den Namen Yttrium, einen gelben nannte er Erbium, einen rosafarbenen Terbium. Alle drei Namen beruhen auf dem Namen der Grube Ytterby, der Typlokalität von Gadolinit, dem ersten Erz, aus dem die Elemente gewonnen werden konnten. 1860 wiederholte Nils Johan Berlin diese Experimente, fand jedoch nur einen rosafarbenen Niederschlag, den er – abweichend von Mosander – Erbium nannte und bestritt die Existenz des Terbiums. Ebenso fand Robert Bunsen in Mosanders Terbiterde nur ein Gemisch aus Erbium-, Yttrium- und Ceroxiden.
Marc Delafontaine war dagegen weiter von der Existenz des Terbiums überzeugt und fand schließlich bei Untersuchungen von Samarskit das gesuchte Element, was von Jean Charles Galissard de Marignac durch Zerlegung von Gadolinit bestätigt werden konnte. Nach dieser Bestätigung blieb es jedoch bei der Namensvertauschung gegenüber dem ursprünglichen Vorschlag von Mosander.
Durch Gadolinium und Dysprosium verunreinigtes metallisches Erbium wurde erstmals 1936 von Wilhelm Klemm und Heinrich Bommer erhalten. Sie gewannen das Metall durch Reduktion von Terbium(III)-chlorid mit Kalium bei 250 °C. Weiterhin bestimmten sie die ungefähre Kristallstruktur und die magnetischen Eigenschaften des Metalls. Die Gewinnung von reinem Terbium gelang erst nach der Entwicklung von Ionenaustausch-Verfahren zur Trennung von Seltenen Erden.

## Vorkommen
Terbium ist auf der Erde ein seltenes Element, seine Häufigkeit in der kontinentalen Erdkruste beträgt etwa 1,2 ppm. Unter den Lanthanoiden zählt es zu den seltensten Elementen, nur Thulium, Lutetium und das radioaktive Promethium sind seltener.
Es sind keine Terbiumminerale bekannt, das Element kommt stets vergesellschaftet mit anderen schweren Seltenerdelementen in Erzen vor. Die wichtigsten dieser Minerale sind Bastnäsit, Monazit und Xenotim. Von diesen besitzt Xenotim mit etwa 1 % den höchsten Terbiumanteil.
Die kommerziell wichtigste Quelle für Terbium sind ionenadsorbierende Tonminerale (Regolith-hosted ion-adsorption deposits, IADs). Diese entstehen bei der Verwitterung von Muttergesteinen vor allem in den Subtropen und adsorbieren die in den Ausgangsgesteinen enthaltenen Seltenerdmetalle. IAD-Vorkommen besitzen zwar nur einen relativ geringen Anteil an Seltenerdelementen von 0,05 bis 0,2 %, diese lassen sich jedoch relativ einfach durch Auslaugen aus den Tonmineralen lösen.
Die wichtigsten Vorkommen von ionenadsorbierenden Tonmineralen liegen im Süden Chinas, aber auch in Myanmar, Vietnam, Malawi, Brasilien, den Philippinen und den Vereinigten Staaten sind Vorkommen bekannt. Kommerziell ausgebeutet werden vor allem die Vorkommen in Südchina und Myanmar. Erhebliche Mengen Terbium werden durch illegalen Abbau in China gewonnen. Nach Recherchen von Global Witness wurden Regionen im Kachin-Staat in Myanmar seit 2017 wichtige Abbaugebiete insbesondere von Terbium und Dysprosium. So betrug der Export von schweren Seltenen Erden von Myanmar nach China 2023 über 40.000 Tonnen. Dies hat erhebliche Umweltzerstörungen zur Folge und Einfluss auf den Bürgerkrieg in Myanmar. 2023 verdiente die Militärregierung 1,4 Milliarden Dollar mit dem Export von schweren Seltenen Erden wie Terbium.

## Gewinnung und Darstellung

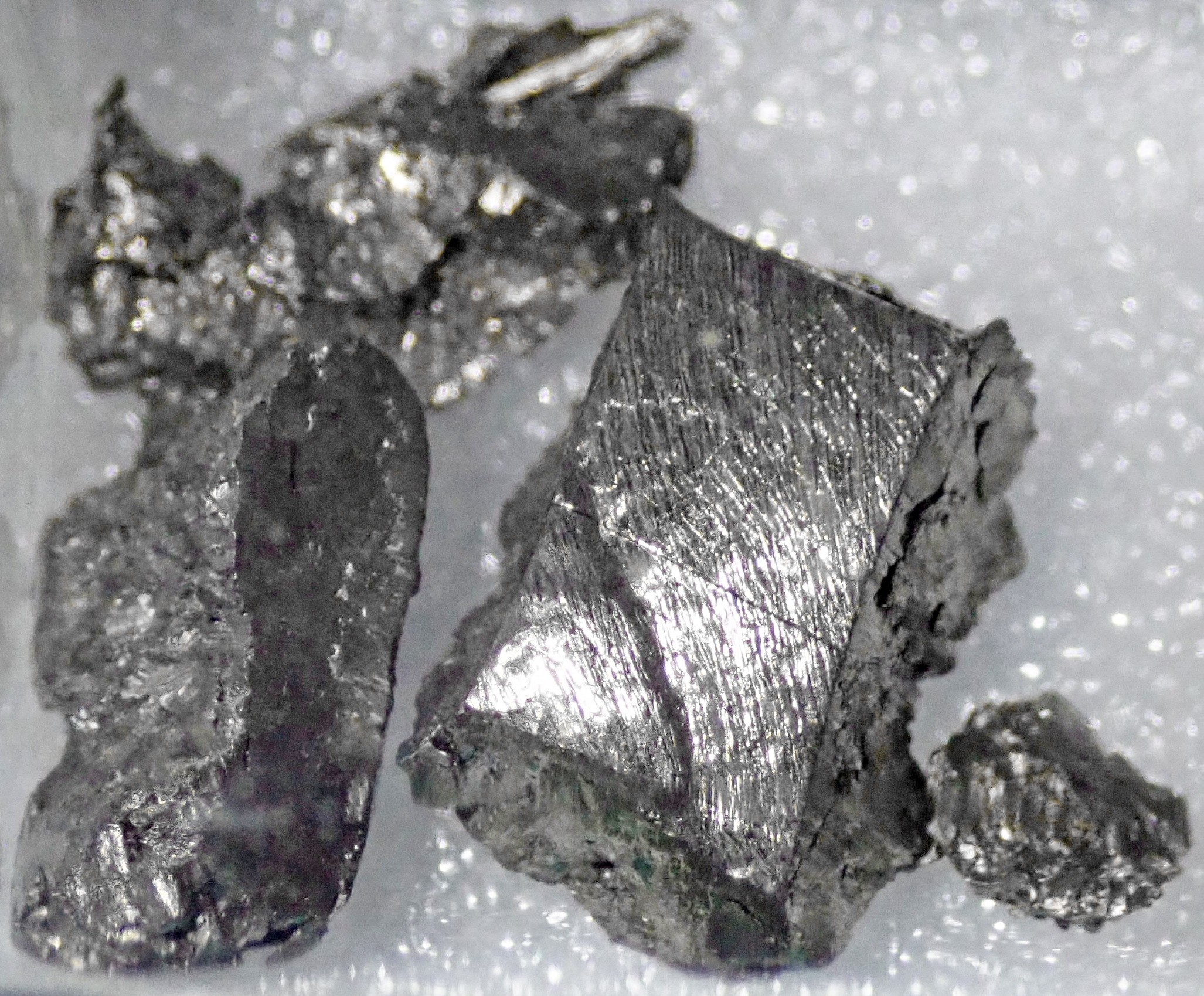
Terbiummetall

Um Terbium herzustellen, muss zunächst eine Seltenerdmetallchlorid-Lösung aus den Ausgangserzen gewonnen werden. Die Verfahren dazu unterscheiden sich je nach Erz, so wird Bastnäsit bei 620 °C calciniert und anschließend mit Salzsäure ausgelaugt.
Ionenadsorbierender Ton wird nicht abgebaut und dann weiterverarbeitet, stattdessen werden Löcher in das Vorkommen gebohrt und der Ton dann über längere Zeit (150 bis 400 Tage) mit Salzlösungen (beispielsweise einer Ammoniumsulfatlösung) ausgelaugt. Dabei werden die im Ton gebundenen Seltenerdmetall-Ionen durch Ammoniumionen ersetzt und so gelöst. Über die Zeit steigt die Seltenerdmetall-Konzentration der Lösung. Ist die Konzentration hoch genug, wird über eine pH-Wert-Änderung mitgelöstes Aluminium abgetrennt und anschließend die Seltenerdmetalle mit Ammoniumhydrogencarbonat oder Oxalsäure gefällt. Mittels Calcinierung entsteht ein Mischoxid, das mit Salzsäure ausgelaugt wird. Werden einzelne Elemente benötigt, wird für die Trennung das Chlorid durch Nitrat ersetzt.
Die Trennung der einzelnen Seltenerdmetalle untereinander ist – bedingt durch die Ähnlichkeit der Elemente – kompliziert und wird vorwiegend durch Extraktionsverfahren mit unterschiedlichen Lösungsmitteln durchgeführt. Andere Verfahren, wie fraktionierte Kristallisation oder Ionenaustausch spielen technisch keine Rolle mehr.
Die Herstellung metallischen Terbiums aus Terbium(III)-oxid erfolgt in zwei Schritten. Zunächst wird das Oxid mit Flusssäure in Terbium(III)-fluorid umgewandelt und durch Erhitzen im Vakuum von Sauerstoffresten befreit. Anschließend wird es mit Calcium bei 1500 °C reduziert und das entstandene Calciumfluorid abgetrennt. Es sind auch elektrolytische Verfahren zur Gewinnung von metallischem Terbium bekannt. So kann festes Terbium(III,IV)-oxid in geschmolzenem Calciumchlorid bei 850 °C reduziert werden. Auch ein Verfahren zur elektrolytischen Reduktion von Terbium(III)-oxid in einer Terbium(III)-fluorid/Lithiumfluorid-Schmelze wurde entwickelt.
Die Menge an produziertem Terbium betrug 2011 in China 545 Tonnen und wurde bis 2020 auf 690 Tonnen gesteigert.
Auf Grund der hohen wirtschaftlichen und technologischen Bedeutung sowie der eingeschränkten Verfügbarkeit und hohen Abhängigkeit von China als Produzent hat die Europäische Union Terbium auf die Liste der kritischen Rohstoffe gesetzt. Ähnliches wurde von den Vereinigten Staaten veranlasst. Nach Medienberichten gehört Terbium zu den sieben Seltenen Erden, für die China im April 2025 ein Exportverbot erlassen hat.
Neben den Erzen stellen auch Sekundärrohstoffe eine Quelle für Terbium dar. Insbesondere Leuchtstofflampen bzw. der in ihnen enthaltene Leuchtstoff enthalten größere Mengen Terbium. Es werden verschiedene Verfahren erforscht, mit denen Terbium und andere Seltene Erden extrahiert werden können. Die bisher recyclten Mengen an Terbium sind aber noch gering, in der Europäischen Union wurden 2020 6 % des genutzten Terbiums durch Recycling gewonnen (End-of-Life-Recycling-Input-Rate, EoL-RIR). Durch den Critical Raw Materials Act von 2024 wird das Recycling in der EU weiter gefördert. Auch das US-Verteidigungsministerium förderte 2024 die Erhöhung der Terbiumproduktion durch Recycling in den Vereinigten Staaten mit 4,2 Millionen Dollar.
Der Preis von Terbium schwankte in den letzten Jahren stark. Nach einer Spitze 2011 mit einem Preis von 2350 $ pro Kilogramm fiel er deutlich auf unter 500 $ pro Kilogramm 2016. Seitdem und vor allem ab 2020 stieg der Preis für Terbium stark an auf über 2000 $ pro Kilogramm 2022. Verantwortlich hierfür ist der erhöhte Bedarf an Terbium für Permanentmagnete in Elektroautos.

## Eigenschaften

### Physikalische Eigenschaften

Kristallstruktur von Terbium

Terbium ist ein silbergraues, formbares Schwermetall. Es ist so weich, dass man es mit einem Messer schneiden kann. In seinen Eigenschaften ist es sehr ähnlich zu den benachbarten Lanthanoiden und, wie durch die Lanthanoidenkontraktion zu erwarten, liegt der Schmelzpunkt von 1356 °C zwischen dem niedrigeren von Gadolinium (1312 °C) und dem höheren von Dysprosium (1407 °C).
Das Metall kristallisiert wie viele andere schwere Lanthanoide in einer hexagonal dichtesten Kugelpackung mit den Gitterparametern a = 360 pm und c = 569 pm. Oberhalb von 1289 °C bildet sich eine Hochdruckmodifikation mit kubischer Kristallstruktur (β-Tb). Hierfür wurde ein Gitterparameter a = 407 pm berechnet.
Terbium besitzt drei verschiedene magnetische Phasen. Unterhalb der Curie-Temperatur von 219 K (−54 °C) ist das Metall ferromagnetisch. Oberhalb der Néel-Temperatur von 231 K (−42 °C) liegt Paramagnetismus vor. Im Temperaturbereich dazwischen besitzt das Element Helimagnetismus. Mit dem Übergang zur ferromagnetischen Phase ändert sich auch die Kristallstruktur des Terbiums. Es bildet sich eine ungewöhnliche orthorhombische Struktur mit der Raumgruppe Cmcm (Raumgruppen-Nr. 63) und den Gitterparametern a = 359 pm, b = 625 pm und c = 571 pm.

### Chemische Eigenschaften
Terbium ist ein typisches unedles Metall, das vor allem bei höheren Temperaturen mit Nichtmetallen reagiert. An trockener Luft ist es stabil, in der Hitze reagiert es mit Sauerstoff zum nichtstöchiometrischen, braunen Terbium(III,IV)-oxid. Mit anderen Nichtmetallen reagiert es dagegen zu dreiwertigen Salzen.
Das Metall reagiert nur langsam mit Wasser, ist aber in verdünnten Mineralsäuren unter Wasserstofffbildung gut löslich. In wässriger Lösung liegen schwach pinkfarbene, dreiwertige Tb3+-Ionen vor.
Wie Europium- und einige weitere Lanthanoidionen zeigen Tb3+Ionen in Komplexen eine starke Lumineszenz. Die stärkste Emission liegt bei 550 nm im sichtbaren Bereich, darum leuchten Terbiumkomplexe intensiv grün.

## Isotope
Es sind insgesamt 39 Isotope zwischen 135Tb und 174Tb sowie 32 weitere Kernisomere bekannt. Von diesen ist nur eines, 159Tb, stabil, Terbium zählt damit zu den Reinelementen. Von den radioaktiven Isotopen besitzen 158Tb mit 180 Jahren und 157Tb mit 71 Jahren die längste Halbwertszeit.
Zu vier Radioisotopen, 149Tb, 152Tb, 155Tb und 161Tb, werden Untersuchungen durchgeführt, ob und wie sie in der Nuklearmedizin eingesetzt werden können. Es wird in Studien untersucht, ob der Betastrahler 161Tb mit einer Halbwertszeit von 6,95 Tagen als Therapeutikum in der Prostatakrebstherapie und Alternative zu 177Lu eingesetzt werden kann. 152Tb wird als mögliches Radioisotop in der Positronen-Emissions-Tomographie untersucht. 155Tb könnte in der Einzelphotonen-Emissionscomputertomographie eingesetzt werden. 149Tb könnte durch seine Eigenschaft, gleichzeitig Alphastrahlen, Positronen und Gammastrahlung zu emittieren, einzigartige Therapien gegen Krebs ermöglichen.

## Verwendung
Eine wichtige Anwendung von Terbium ist diejenige als grün-emittierender Leuchtstoff in Leuchtstofflampen. Drei Leuchtstoffe hierfür sind mit Terbium dotiertes Cermagnesiumaluminat (CAT, CeMgAl11O19:Tb3+), mit Cer und Terbium dotiertes Lanthanphosphat (LAP, LaPO4:Ce3+,Tb3+) und terbiumdotiertes Cergadoliniummagnesiumborat (CBT, (Ce,Gd)MgB5O10:Tb3+). CAT enthält für eine optimale Lichtausbeute 33 mol% Terbium, LAP 13 mol%. Eine Leuchtstofflampe des Typs T8 (25,4 mm Durchmesser) enthält 0,13 g Terbium, eine Kompaktleuchtstofflampe 0,05 g.
Eine weitere wichtige Anwendung von Terbium sind Neodym-Eisen-Bor-Permanentmagnete, die etwa in Computern, Elektroautos, Audiosystemen oder Windturbinen eingesetzt werden. Der Zusatz von etwa 1 % Terbium zusammen mit 5 % Dysprosium erhöht die Einsatzfähigkeit der Magnete bei hohen Temperaturen.
Terfenol-D ist eine Terbium-Dysprosium-Eisen-Legierung, die eine hohe Magnetostriktion besitzt und für Sensoren und Aktuatoren, etwa in Motoren oder Einspritzanlagen, eingesetzt werden kann.
Magneto Optical Disks wurden mit dünnen Filmen einer Legierung von Terbium mit Eisen, Cobalt oder Gadolinium beschichtet.
Lange Zeit wurde der größte Teil des produzierten Terbiums für die Produktion von Leuchtstoffen eingesetzt, 2015 ca. 88,7 %. Durch den zunehmenden Einsatz von LED nimmt aber der Bedarf ab, 2020 wurden nur noch ca. 56 % dafür verwendet, während der Bedarf für die Herstellung von Neodym-Eisen-Bor-Magneten  (2020 ca. 35 %) und andere Anwendungen steigt.

## Biologische Bedeutung und Toxizität
Terbium hat keine biologische Bedeutung. Im menschlichen Körper ist es wie die anderen Lanthanoide vor allem in Knochen enthalten, wobei die Konzentration im Lauf des Lebens ansteigt. Die Mengen sind gering, in trockenen Knochen wurde <1 μg/kg Terbiumgehalt gemessen.
Lösliche Terbiumverbindungen wie Terbium(III)-chlorid sind leicht toxisch. Mit dem Neutralrot-Test wurde ein LD50 von 980 mg/kg berechnet. Im Ökotoxizitäts-Test mit Tubifex tubifex wurde ein EC50 von 31,6 g/l bestimmt. Diese Werte sind vergleichbar zu denen der anderen Lanthanoide. Es konnte mit dem Ames-Test keine Mutagenität festgestellt werden.
Die toxischen Effekte von Terbium(III)-chlorid wurden an Regenbogenforellen getestet. Dabei wurde in einer Studie festgestellt, dass es doppelt so toxisch wirkt wie das leichte Lanthanoid Praseodym und die Toxizität auf oxidativem Stress, der Beeinflussung der Calciumbindung, der Hämoprotein-Aktivität sowie des Proteinstoffwechsels beruht.
Terbiummetallstäube sind wie andere Metallstäube entzündlich.

## Verbindungen
Wie bei anderen Lanthanoiden ist auch beim Terbium die Oxidationsstufe +3 am stabilsten und häufigsten. Es sind aber auch Verbindungen mit vierwertigen Terbiumionen bekannt, unter speziellen Bedingungen wurden auch Verbindungen in den Oxidationsstufen +2 und +1 synthetisiert.

### Oxide
Terbium bildet drei Oxide, Terbium(III)-oxid, Terbium(III,IV)-oxid und Terbium(IV)-oxid. Bei der Reaktion von Terbium und vielen Terbiumverbindungen mit Sauerstoff bildet sich das gemischtvalente, nichtstöchiometrische Terbium(III,IV)-oxid, ein dunkelbrauner Feststoff. Dieses dient als Ausgangsstoff für die Bildung vieler anderer Terbiumverbindungen. Durch Reaktion mit Wasserstoff lässt sich Terbium(III)-oxid gewinnen, Terbium(IV)-oxid durch eine Disproportionierungsreaktion mit Salzsäure und Essigsäure. Terbiumoxid-Oberflächen haben katalytische Eigenschaften.

### Halogenide
Terbium bildet mit den Halogenen die dreiwertigen Halogenide Terbium(III)-fluorid, Terbium(III)-chlorid, Terbium(III)-bromid und Terbium(III)-iodid. Daneben ist als einziges vierwertiges Terbiumhalogenid Terbium(IV)-fluorid bekannt, das durch Reaktion von Terbium(III)-fluorid mit Fluor bei 320 °C gewonnen werden kann. Unter den Chloriden sind zwei Verbindungen mit niedrigen Oxidationszahlen bekannt das Terbiumsesquichlorid Tb2Cl3 und das Terbiummonochlorid TbCl. Beide enthalten Metall-Metall-Bindungen.

### Weitere Terbiumverbindungen
Es sind verschiedene metallorganische Terbiumverbindungen bekannt. So wurden verschiedene Cyclopentadienylterbium(III)-Komplexe synthetisiert, es wurde aber auch eine Alkylterbiumverbindung mit einer Kohlenstoff-Terbium-Bindungslänge von 250 pm dargestellt.
Eine Übersicht über Artikel über Terbiumverbindungen bietet die Kategorie:Terbiumverbindung.